# Autoroute A54 (Francia)
L'autoroute A54 è un'autostrada francese che permette il collegamento tra la A7 e la A9. Essa è la principale arteria stradale della città di Arles, nella cui area metropolitana diventa la N 572 inizialmente e poi la N 113 (esse svolgono la funzione di Tangenziale di Arles).

## Tracciato
| Autoroute A 54 |                                                   |       |                                     |                |
| Tipo           | Indicazione                                       | km    | Area                                | Strada europea |
|                | Nîmes Rond-point Kilomètre Delta                  | 0     | Francia Occitania                   |                |
|                | Gare de Péage de Nîmes                            | 0,20  | Francia Occitania                   |                |
|                | Autoroute A9 - La Languedocienne                  | 0,31  | Francia Occitania                   |                |
| 1              | Nîmes - Centre Nîmes Saint-Gilles                 | 2,96  | Francia Occitania                   |                |
|                | Aire de Caissargues Solo in direzione est         | 5,40  | Francia Occitania                   |                |
|                | Aire de Nîmes - Costières Solo in direzione ovest | 5,40  | Francia Occitania                   |                |
| 2              | Garons Aeroporto di Nîmes Garons                  | 9,44  | Francia Occitania                   |                |
|                | Gare de Péage d'Arles                             | 22,38 | Francia Provenza-Alpi-Costa Azzurra |                |
|                | Arles Saint-Martin-de-Crau                        | 23,66 | Francia Provenza-Alpi-Costa Azzurra |                |
|                | Attraversamento area metropolitana di Arles       |       | Francia Provenza-Alpi-Costa Azzurra |                |
|                | Arles Saint-Martin-de-Crau                        | 47,72 | Francia Provenza-Alpi-Costa Azzurra |                |
| 12             | Salon par - Istres Miramas                        | 47,88 | Francia Provenza-Alpi-Costa Azzurra |                |
|                | Gare de Péage de Saint-Martin-de-Crau             | 50,08 | Francia Provenza-Alpi-Costa Azzurra |                |
|                | Aire du Merle Sud Solo in direzione est           | 59,61 | Francia Provenza-Alpi-Costa Azzurra |                |
|                | Aire du Merle Nord Solo in direzione ovest        | 59,61 | Francia Provenza-Alpi-Costa Azzurra |                |
| 13             | Grans Eyguières                                   | 63,13 | Francia Provenza-Alpi-Costa Azzurra |                |
| 14             | Salon-de-Provence Lançon-Provence Pélissanne      | 67,81 | Francia Provenza-Alpi-Costa Azzurra |                |
| 15             | Salon-Centre Pélissanne Solo in direzione ovest   | 70,95 | Francia Provenza-Alpi-Costa Azzurra |                |
|                | Autoroute A7 - Autoroute du Soleil                | 72,55 | Francia Provenza-Alpi-Costa Azzurra |                |